# Ботанічний сад Віденського університету
Ботанічний сад Віденського університету (нім. Botanischer Garten der Universität Wien) — ботанічний сад у Відні, столиці Австрії.
Ботанічний сад Віденського університету розташований у третьому районі Відня, впритул примикаючи до палацово-паркового ансамблю Бельведер. На території ботанічного саду площею 8 га зростає 11500 видів рослин із різних куточків світу.

## Історія
За порадою свого особистого лікаря імператриця Марія-Терезія у 1754 році купила 2 гектара землі для облаштування саду лікарських рослин «Hortus Medicus», поклавши початок майбутньому ботанічному саду «Hortus Botanicus Vindobonensis». У різні роки ботанічним садом керували відомі австрійські ботаніки та біологи Ніколаус Йозеф фон Жакен, Штефан Ладіслаус Ендліхер, Едуард Фенцль, Антон Кернер, Ріхард Веттштейн, Карл Фріш.
В 1890–1893 роках під керівництвом Антона Кернера побудовано тепличний комплекс, в 1904–1905 роках — Інститут ботаніки. 1930 року до ботанічного саду був приєднаний колишній приватний сад Габсбургів, після цього територія саду збільшилася до 8 гектарів. Ботанічний сад сильно постраждав під час Другої світової війни, протягом 1945–1969 років проводилися роботи щодо його відновлення і реконструкції і лише в 1970 році сад був відкритий для широкої публіки. Реконструкція будівлі Інституту ботаніки тривала з 1975 по 1992 рік, трохи пізніше (в 1995 році) були відновлені теплиці площею 1500 м2. Більшість теплиць використовують для наукових цілей і вони закриті для відвідувачів, проте в одній з теплиць постійно проходять виставки.
В 1991 році створено Асоціацію друзів Ботанічного саду.
Протягом двох з половиною століть свого існування ботанічний сад кілька разів перебудовувався, мінялися концепції його розвитку. Дотепер ботанічний сад являє собою синтез ландшафтного парку XIX століття і колекції рослин, систематизованої за географічним розташуванням. Дещо менші площі в саду присвячені конкретним темам, таким як корисні рослини, сукуленти, альпійська флора, рослинність Австрії, генетика рослин і еволюція.

## Галерея

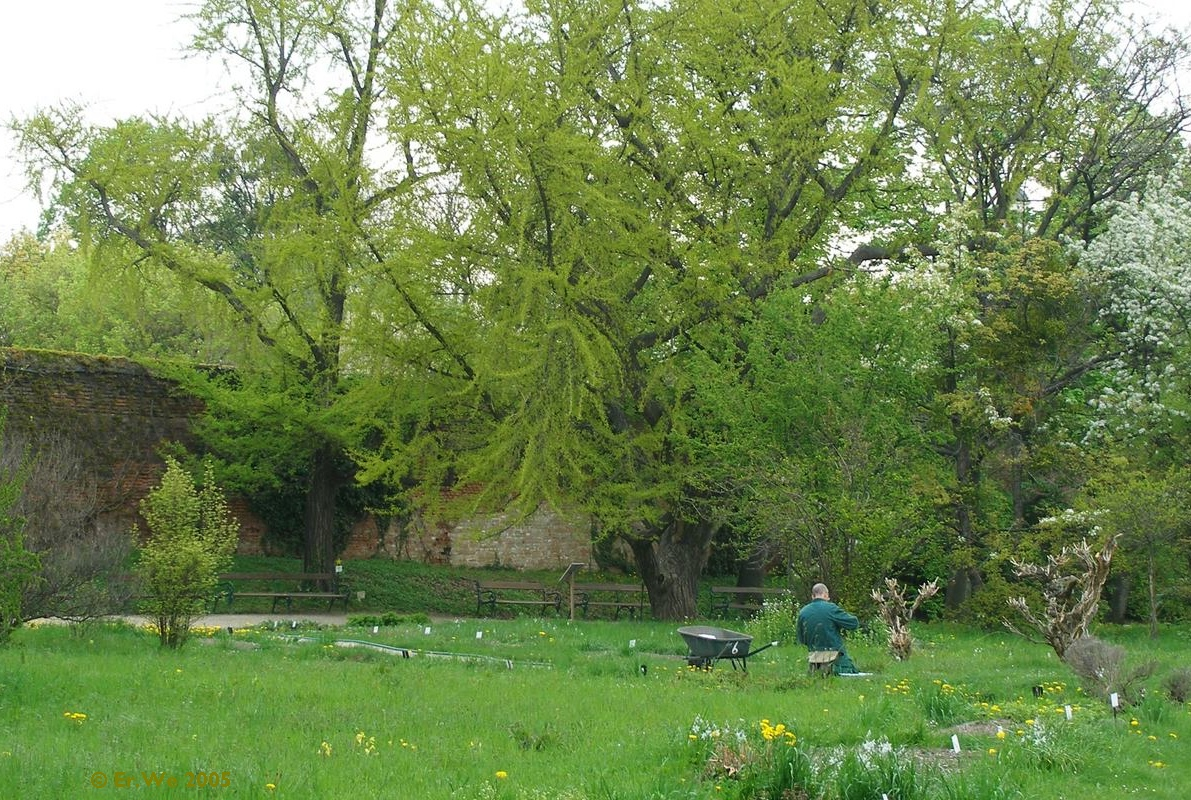
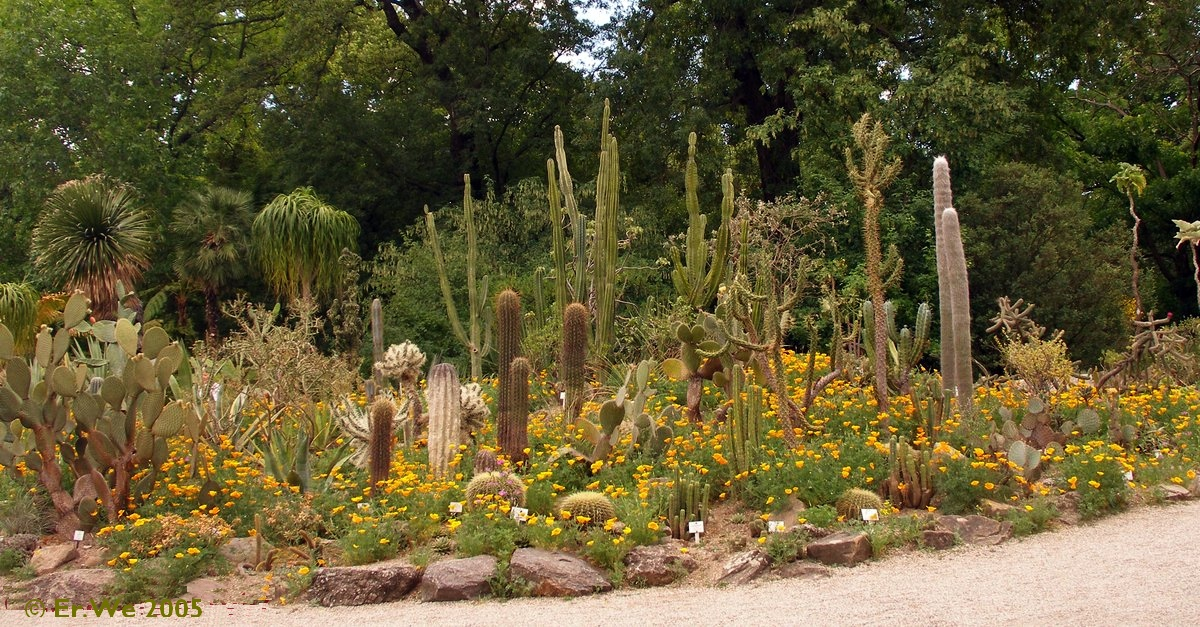
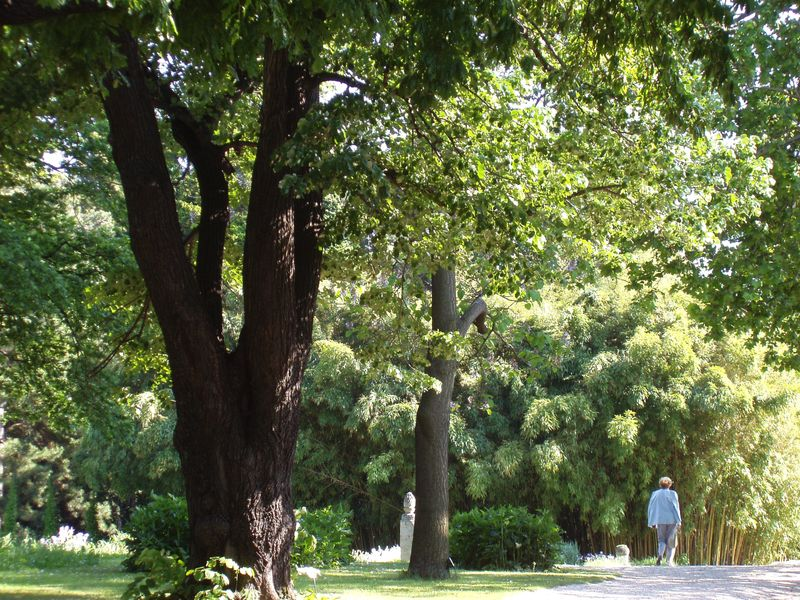
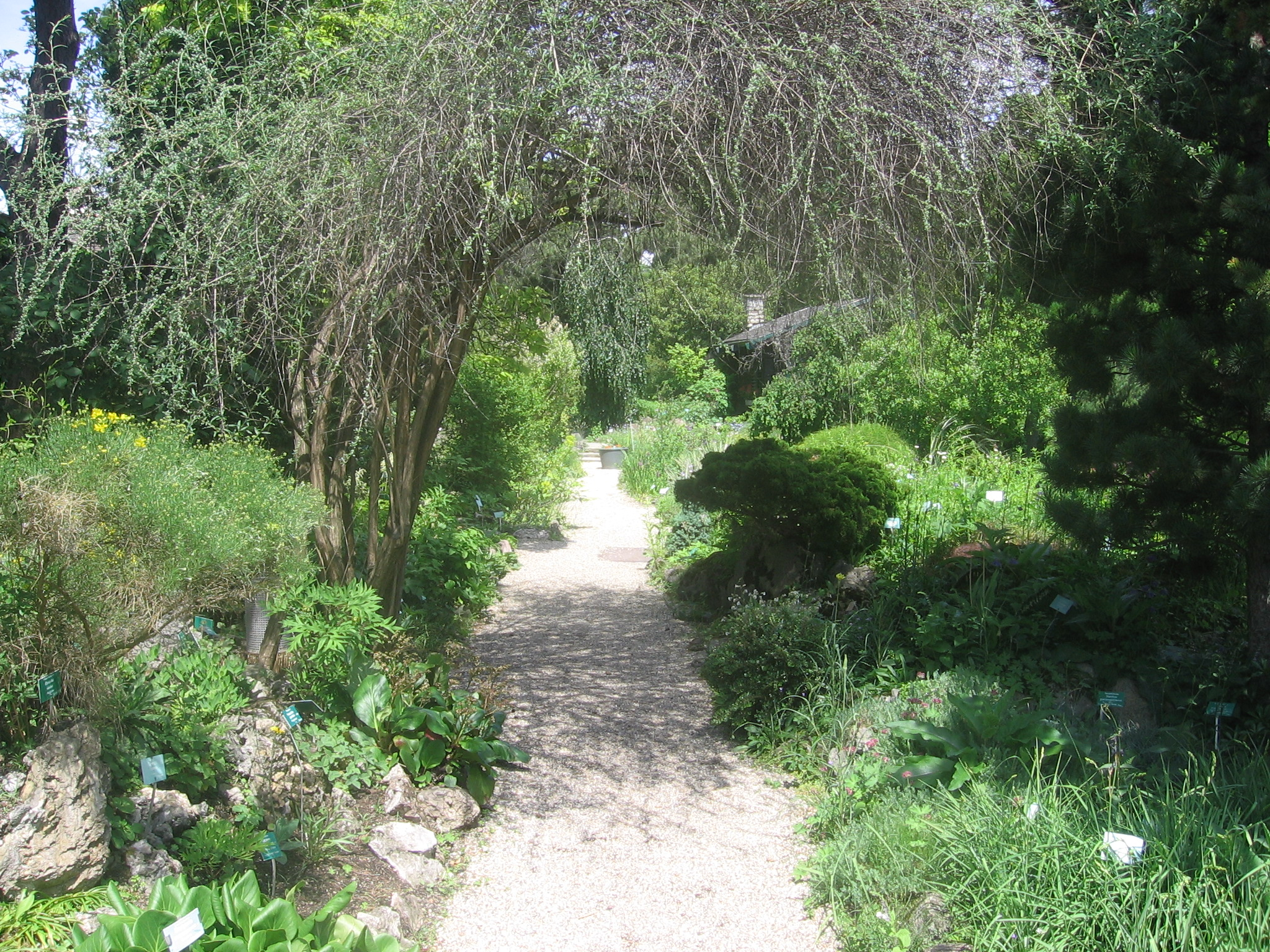
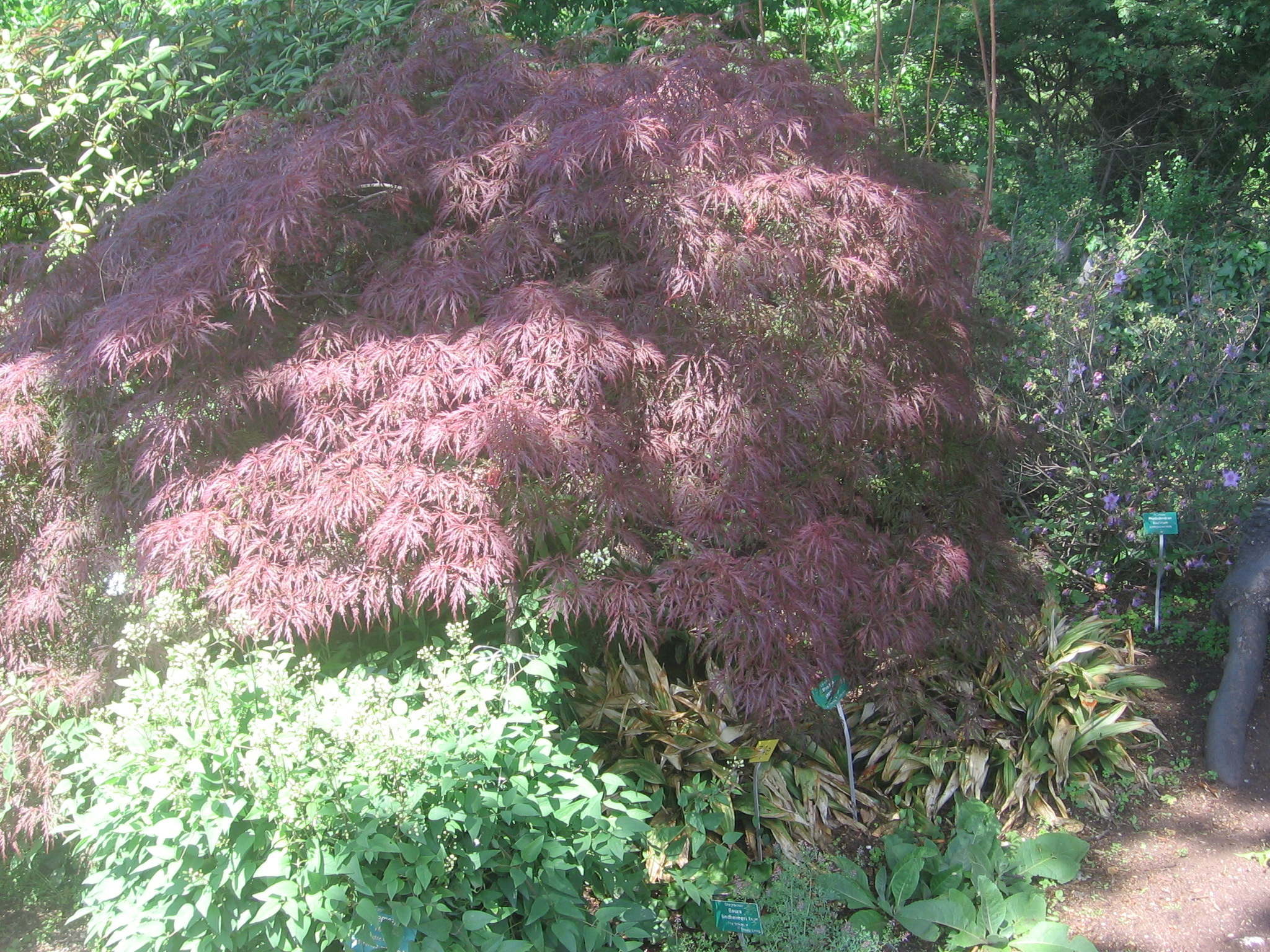
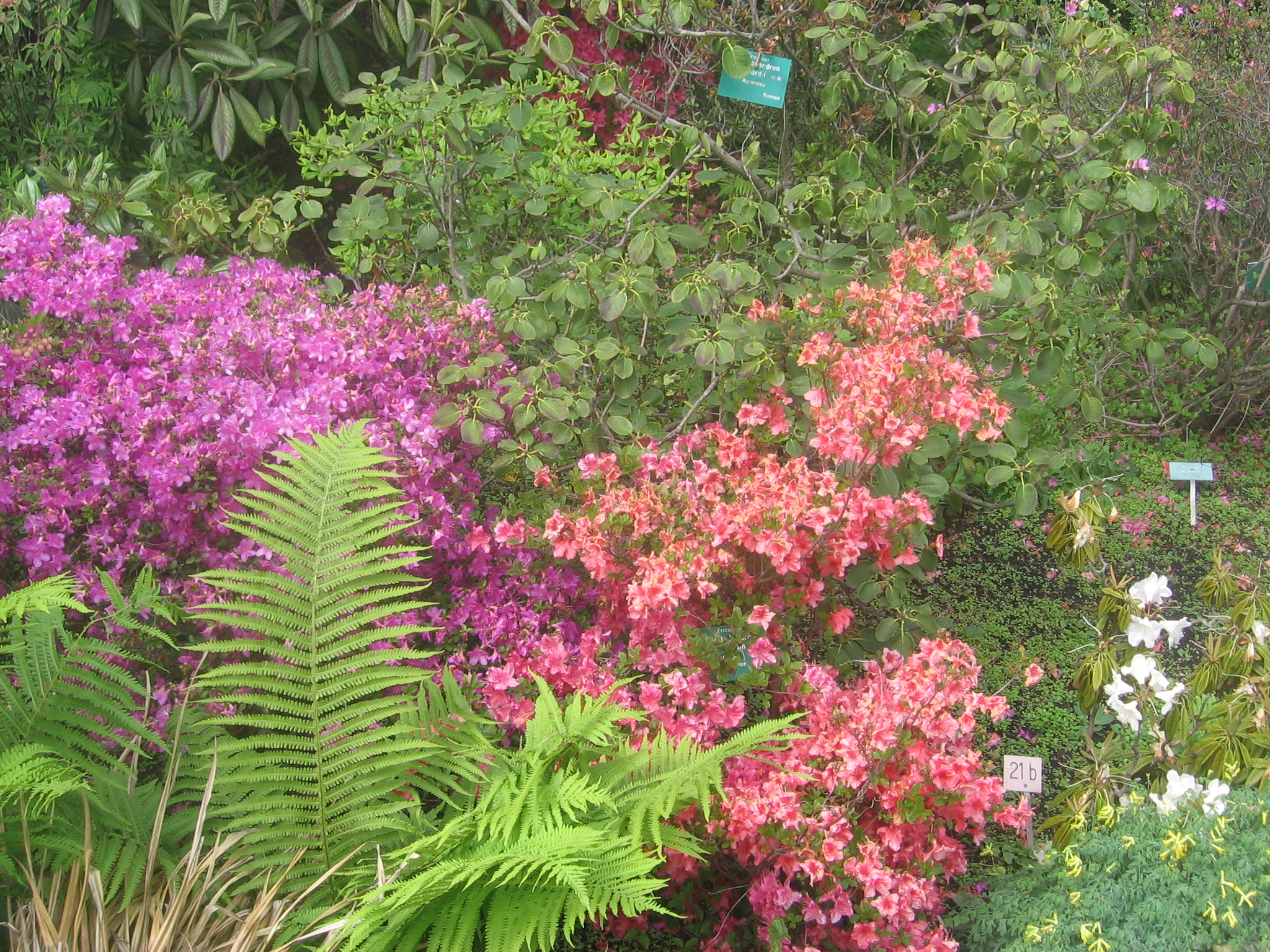
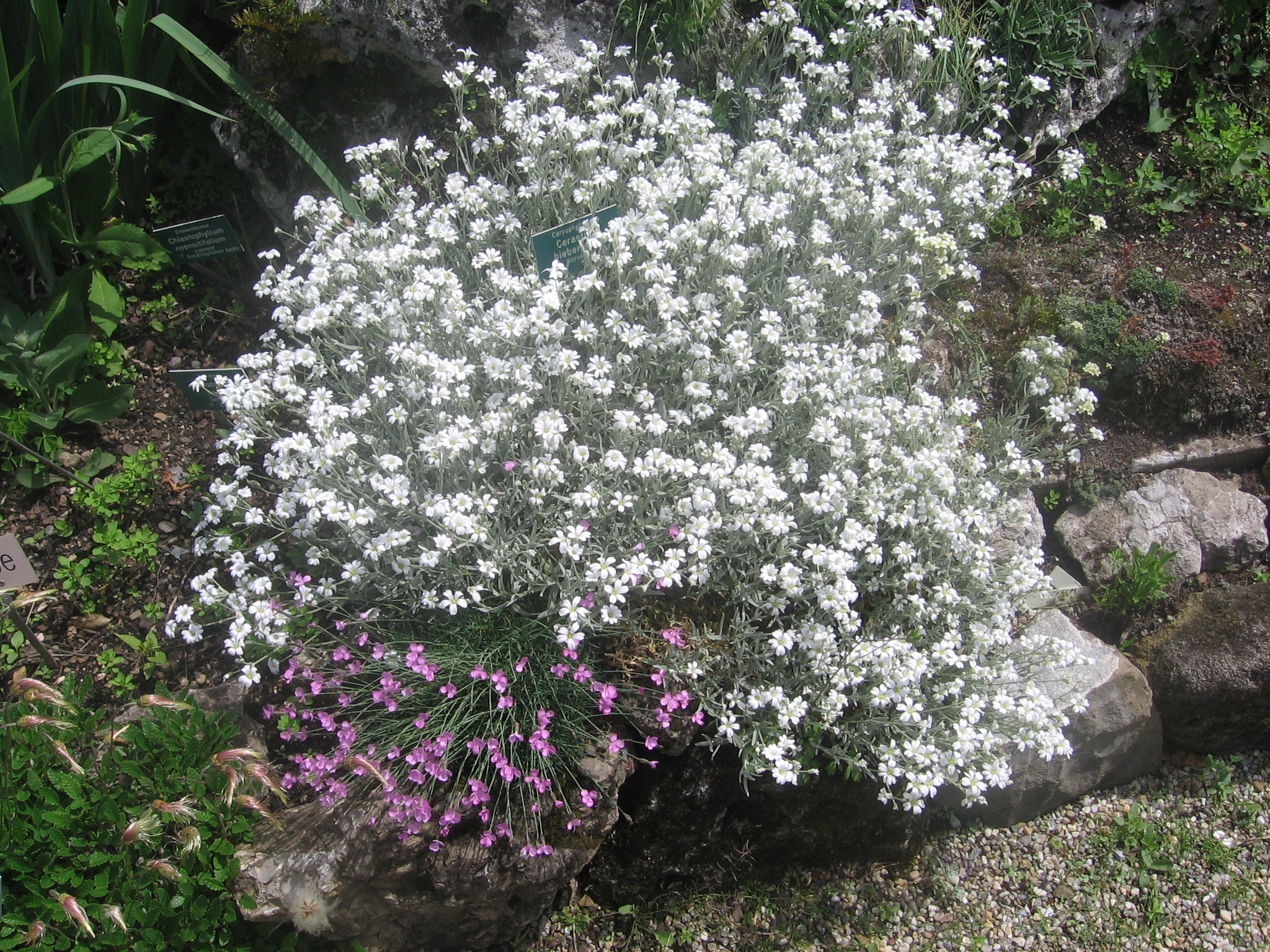
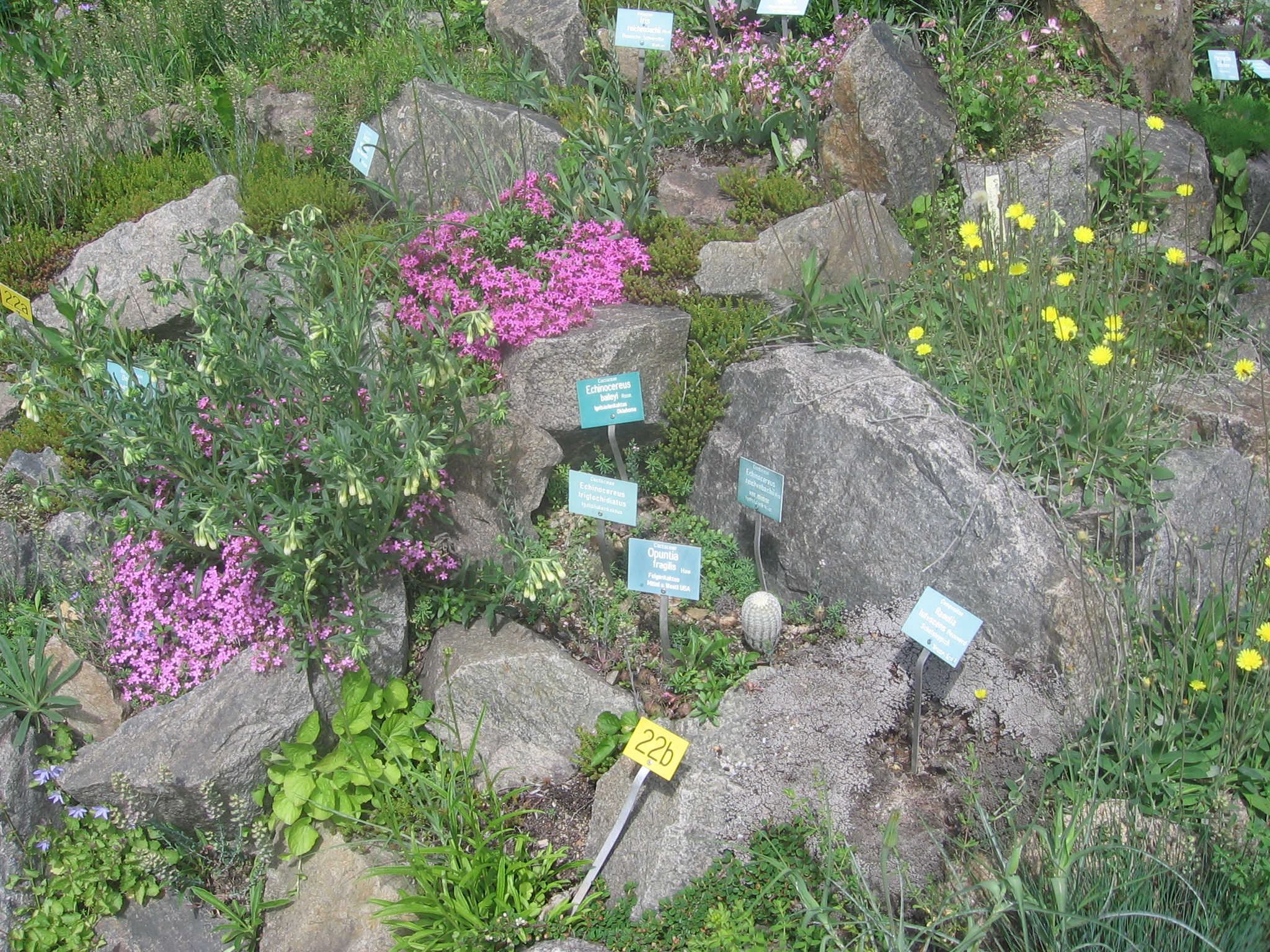
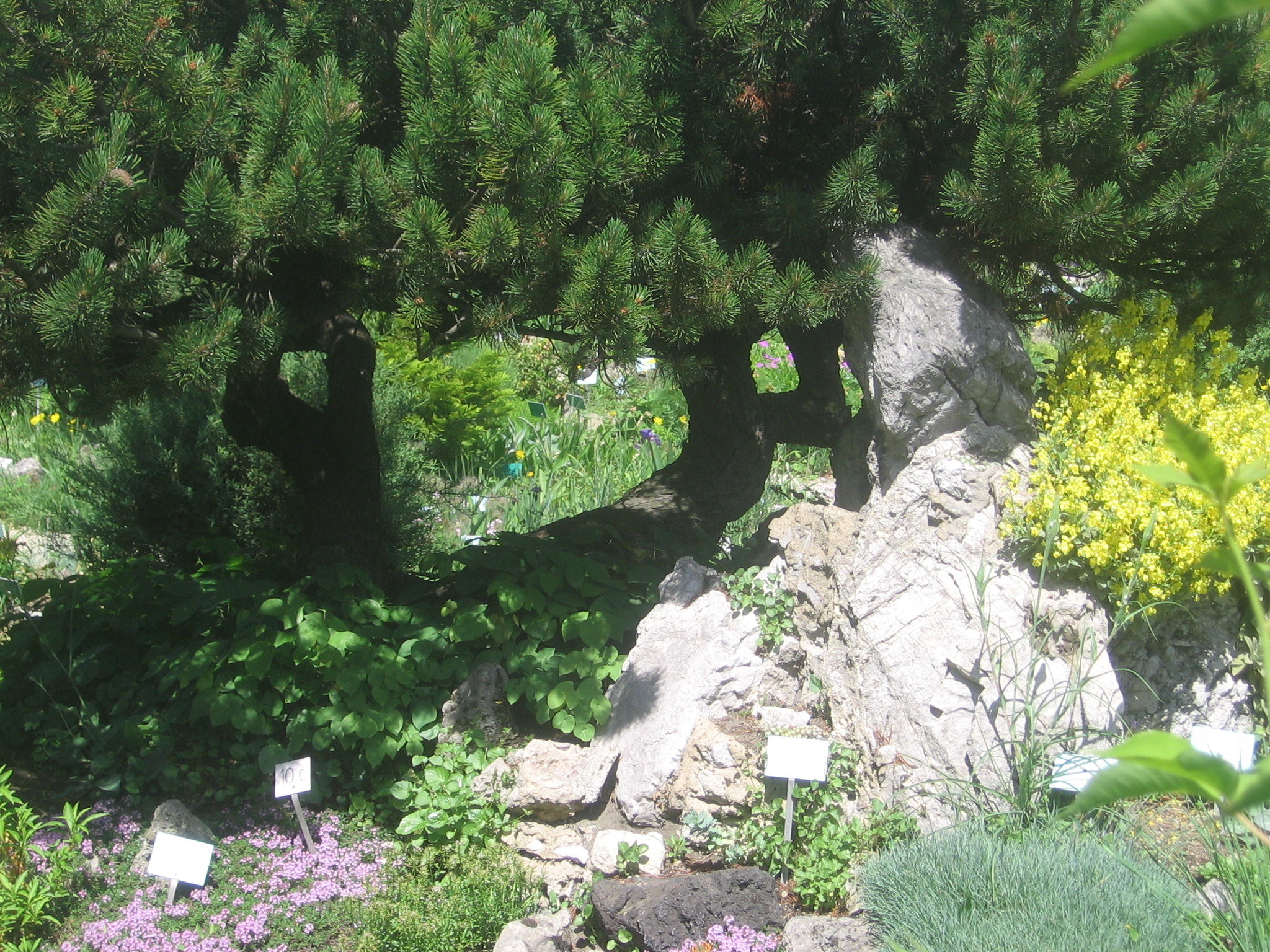
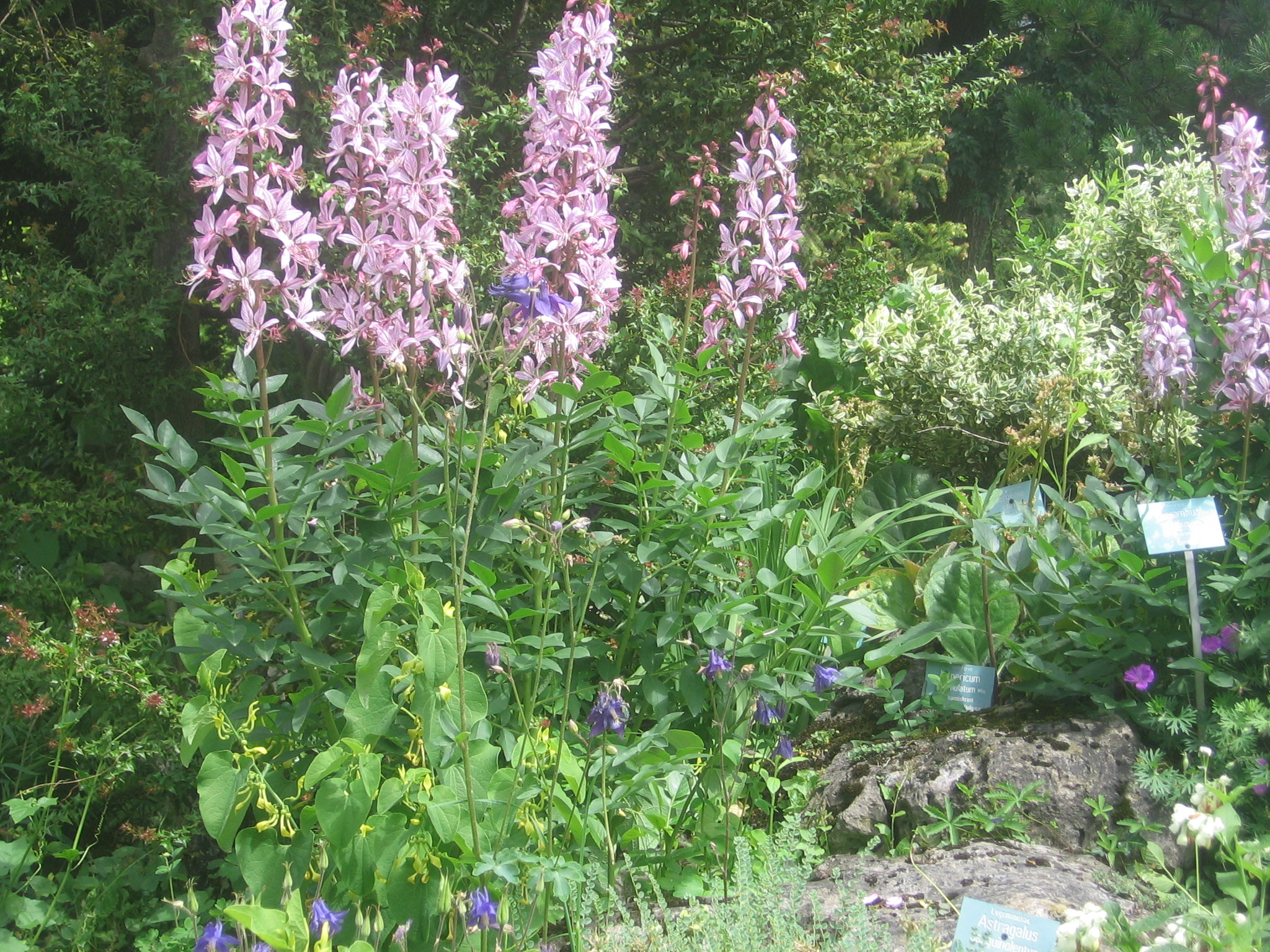
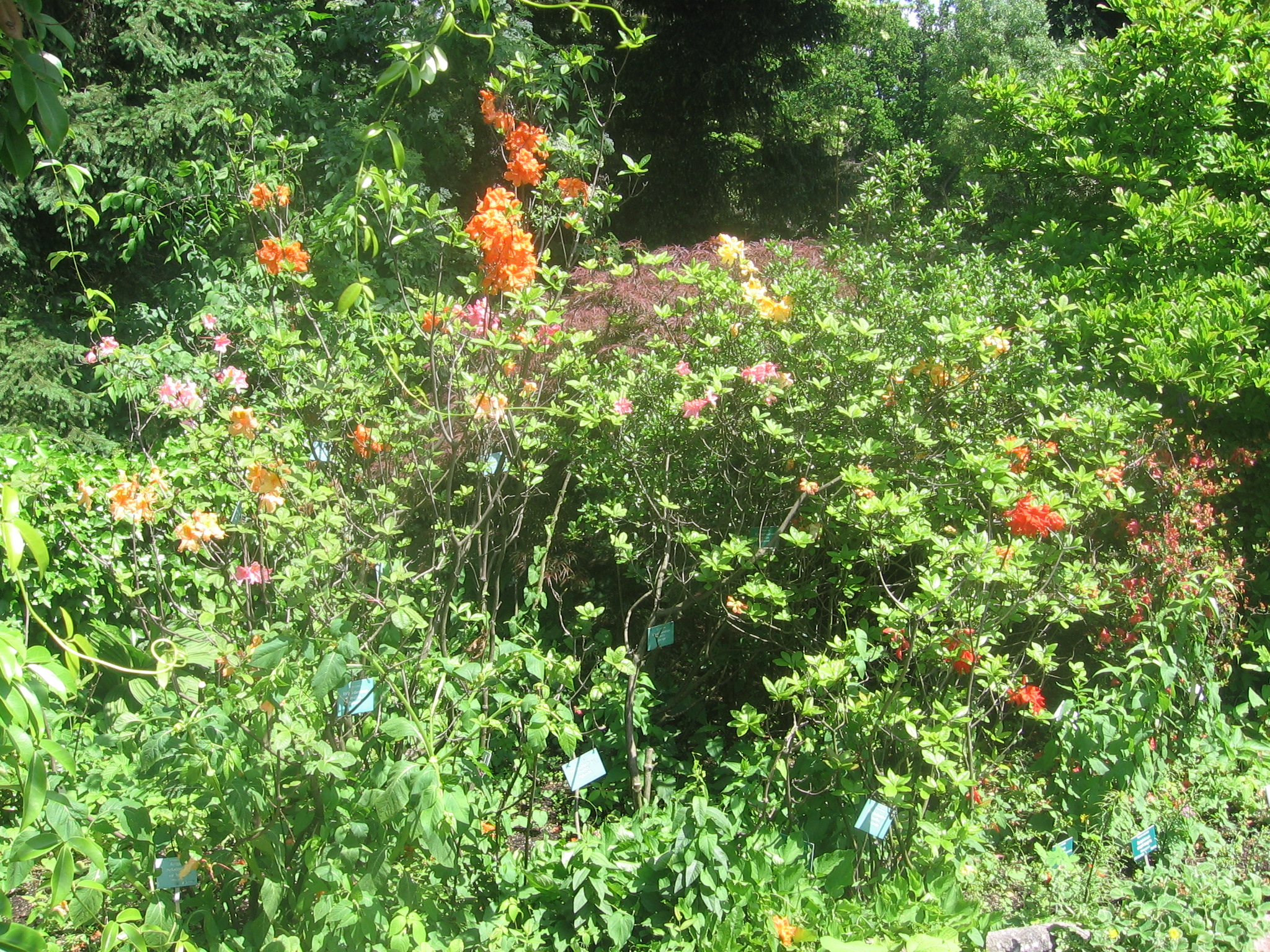
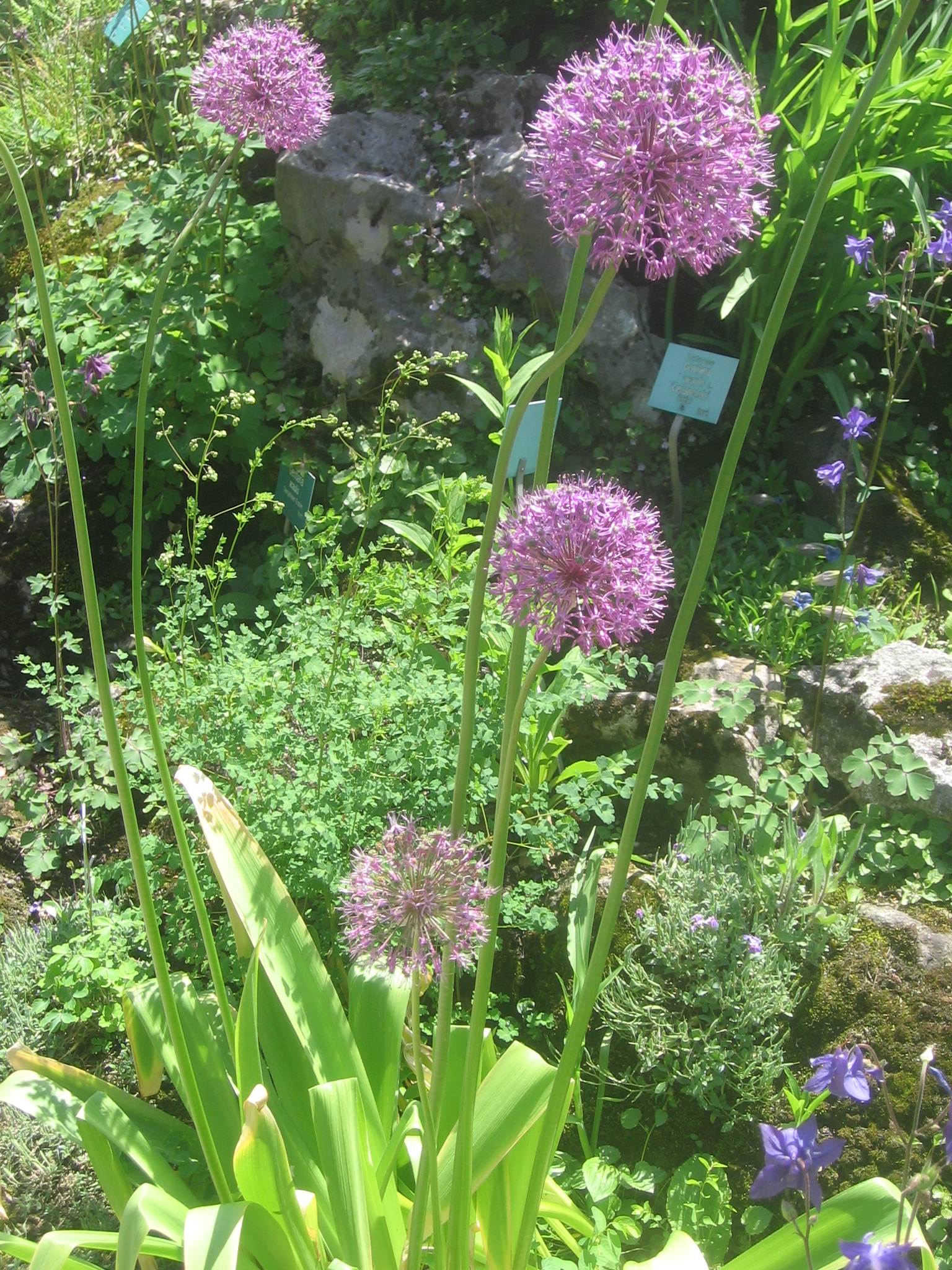
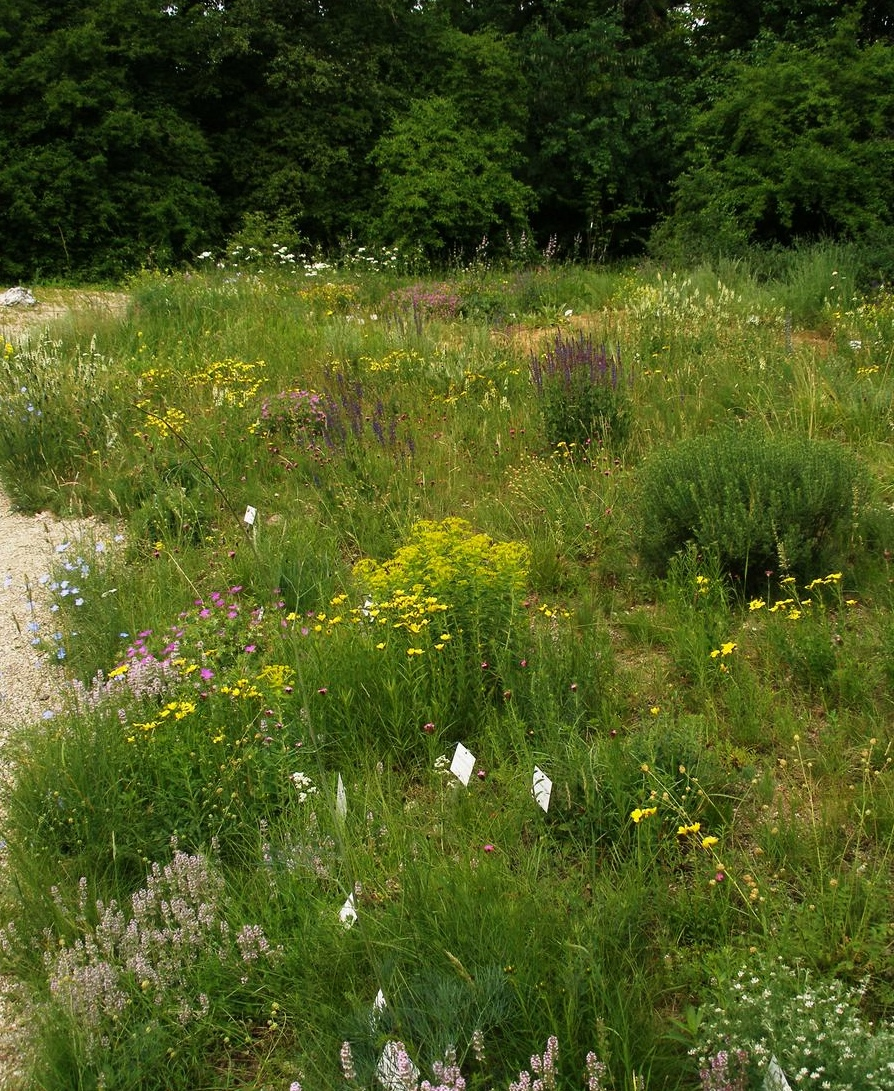
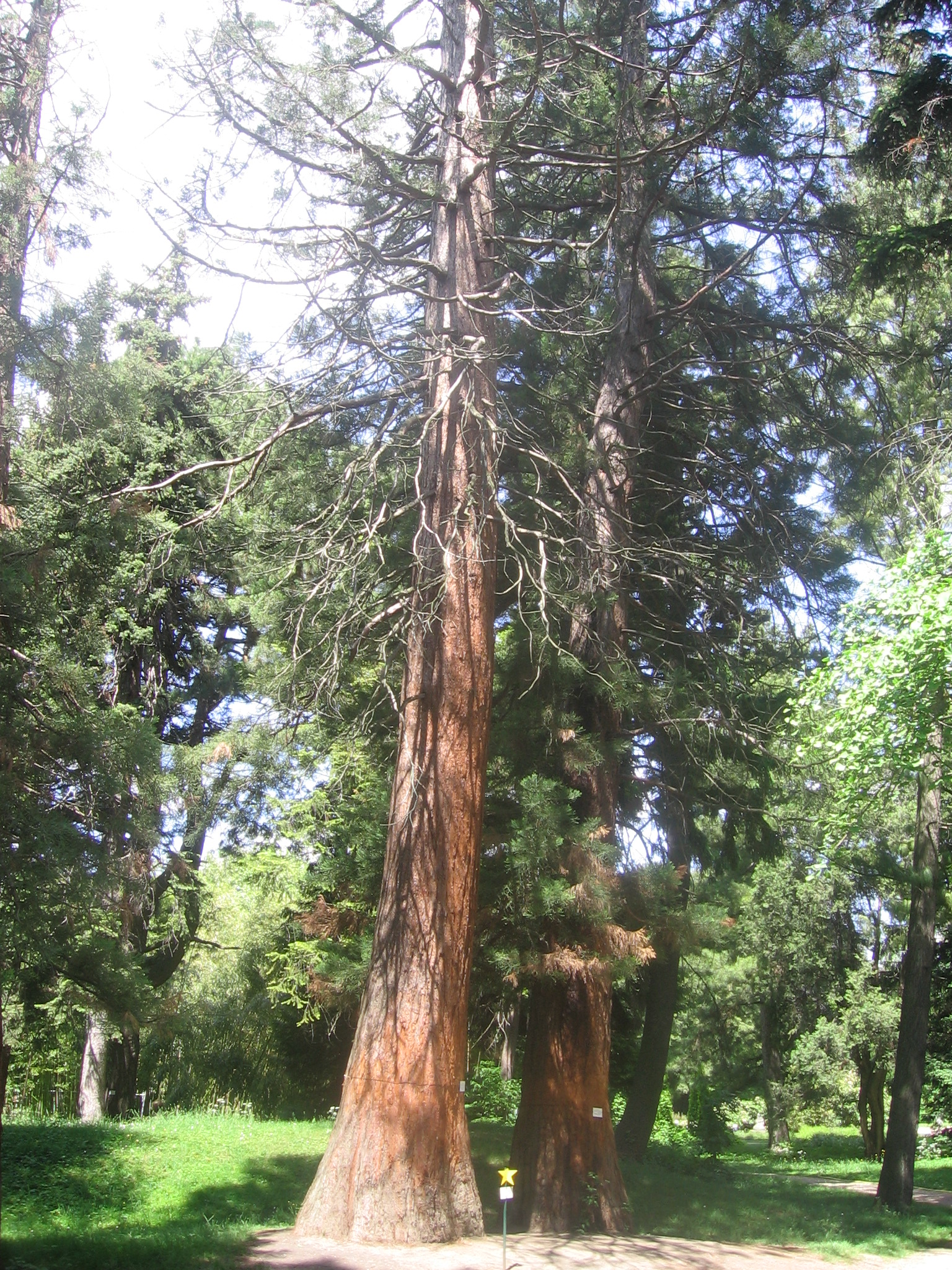